# С-7 (підводний човен СРСР)

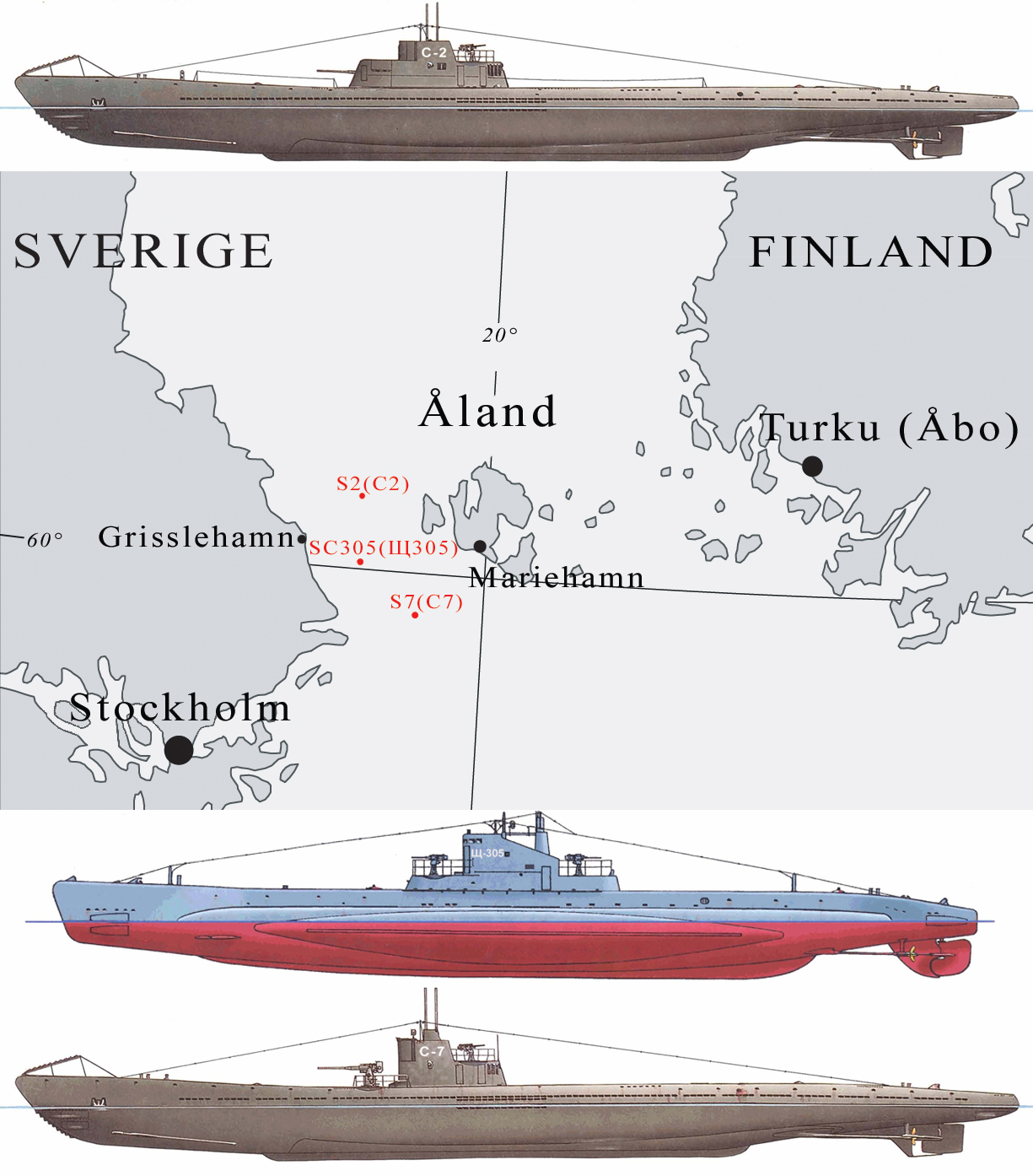
Карта загибелі радянських підводних човнів С-2, С-7 та Щ-305

| С-7                                                                   | С-7                                                                                              | С-7                                                                                              |
| --------------------------------------------------------------------- | ------------------------------------------------------------------------------------------------ | ------------------------------------------------------------------------------------------------ |
|                                                                       |                                                                                                  |                                                                                                  |
|                                                                       |                                                                                                  |                                                                                                  |
| Радянський підводний човен С-7. 1941                                  |                                                                                                  |                                                                                                  |
| Верф                                                                  | завод № 112, Горький                                                                             | завод № 112, Горький                                                                             |
| Під прапором                                                          | СРСР                                                                                             | СРСР                                                                                             |
| Належність                                                            | Військово-морський флот СРСР                                                                     | Військово-морський флот СРСР                                                                     |
| Порт приписки                                                         | Вентспілс, Таллінн, Кронштадт                                                                    | Вентспілс, Таллінн, Кронштадт                                                                    |
| Закладений                                                            | 14 грудня 1936                                                                                   | 14 грудня 1936                                                                                   |
| Спуск на воду                                                         | 31 березня 1938                                                                                  | 31 березня 1938                                                                                  |
| Введений до складу флоту                                              | 30 червня 1940                                                                                   | 30 червня 1940                                                                                   |
| Виведений зі складу флоту                                             | 25 грудня 1942                                                                                   | 25 грудня 1942                                                                                   |
| На службі                                                             | 1939—1942                                                                                        | 1939—1942                                                                                        |
| Загибель                                                              | 21 жовтня 1942 року затоплений фінським підводним човном «Весікійсі» в Аландському морі          | 21 жовтня 1942 року затоплений фінським підводним човном «Весікійсі» в Аландському морі          |
| Сучасний статус                                                       | затонув                                                                                          | затонув                                                                                          |
| Бойовий досвід                                                        | Німецько-радянська війна * Кампанія на Балтійському морі                                         | Німецько-радянська війна * Кампанія на Балтійському морі                                         |
| Проєкт                                                                |                                                                                                  |                                                                                                  |
| Тип ПЧ                                                                | Середній торпедний ДПЧ                                                                           | Середній торпедний ДПЧ                                                                           |
| Основні характеристики                                                |                                                                                                  |                                                                                                  |
| Швидкість (надводна)                                                  | 19,4 вузла (36 км/год)                                                                           | 19,4 вузла (36 км/год)                                                                           |
| Швидкість (підводна)                                                  | 9,5 вузла (17,6 км/год)                                                                          | 9,5 вузла (17,6 км/год)                                                                          |
| Робоча глибина занурення                                              | 80 м                                                                                             | 80 м                                                                                             |
| Гранична глибина занурення                                            | 100 м                                                                                            | 100 м                                                                                            |
| Дальність плавання                                                    | 8340 миль на швидкості 8,5 вузла в надводному положенні 140 миль на швидкості 3 вузла            | 8340 миль на швидкості 8,5 вузла в надводному положенні 140 миль на швидкості 3 вузла            |
| Автономність плавання                                                 | 30 діб                                                                                           | 30 діб                                                                                           |
| Екіпаж                                                                | 45 осіб                                                                                          | 45 осіб                                                                                          |
| Розміри                                                               |                                                                                                  |                                                                                                  |
| Довжина найбільша (по КВЛ)                                            | 77,7 м                                                                                           | 77,7 м                                                                                           |
| Ширина корпусу найб.                                                  | 6,4 м                                                                                            | 6,4 м                                                                                            |
| Середня осадка (по КВЛ)                                               | 4 м                                                                                              | 4 м                                                                                              |
| Водотоннажність надводна                                              | 844 т                                                                                            | 844 т                                                                                            |
| Водотоннажність підводна                                              | 1077 т                                                                                           | 1077 т                                                                                           |
| Силова установка                                                      |                                                                                                  |                                                                                                  |
| дизель-електрична; 2 × дизельні двигуни 1Д 2 × електромотори ПГ-72/35 |                                                                                                  |                                                                                                  |
| Гвинти                                                                | 2                                                                                                | 2                                                                                                |
| Потужність                                                            | дизельні двигуни — 2 × 2000 к. с. електромотори — 2 × 550 к.с.                                   | дизельні двигуни — 2 × 2000 к. с. електромотори — 2 × 550 к.с.                                   |
| Озброєння                                                             |                                                                                                  |                                                                                                  |
| Артилерія                                                             | 1 × 100-мм/51 гармата Б-24 (200 снарядів) 1 × 45-мм напівавтоматична гармата 21-К (500 снарядів) | 1 × 100-мм/51 гармата Б-24 (200 снарядів) 1 × 45-мм напівавтоматична гармата 21-К (500 снарядів) |
| Торпедно- мінне озброєння                                             | 6 ТА калібру 533-мм (12 торпед)                                                                  | 6 ТА калібру 533-мм (12 торпед)                                                                  |

С-7 — радянський дизель-електричний підводний човен типу «Середня» серії IX-біс, що входив до складу Військово-морського флоту СРСР за часів радянсько-фінської та німецько-радянської війн. Закладений 14 грудня 1936 року на верфі заводу № 112 у Горькому під заводським номером 236. 5 квітня 1937 року спущений на воду. 30 червня 1940 року включений до складу Балтійського флоту.

## Історія служби
До початку німецько-радянської війни С-7 входив до складу 1-го дивізіону підводних човнів 1-ї бригади ПЧ Балтійського флоту. З 19 червня перебував на патрулюванні на підходах до Ірбенської затоки. 24 червня 1941 року при поверненні з бойового патрулювання С-7 атакували два торпедні катери супротивника. Німецьке радіо повідомляло, що «червону субмарину» знищено, проте човен успішно досяг морської бази у Вентспілсі.
Протягом 1941 року помітних бойових успіхів корабель не здобув. Під час бойового походу 29 червня — 11 серпня 1942 року човен за 38 діб потопив 4 транспортні судна і пошкодив 1 транспорт сумарним тоннажем близько 11 000 брт, захопивши двох фінських полонених та секретні документи з картами німецьких мінних полів. Цей похід став одним із найрезультативніших походів радянського підводного човна за всі роки війни. Весь екіпаж був нагороджений орденами, а командир корабля Сергій Лісін указом Президії Верховної Ради СРСР від 24 жовтня 1942 був представлений до присвоєння звання Героя Радянського Союзу.
17 жовтня 1942 року човен вийшов у черговий бойовий похід. Через три дні, 20 жовтня, від човна було отримано повідомлення, що підтверджує завершення проходу протичовнового мінного рубежу та вихід у крейсерство у відкритому морі. 21 жовтня човен востаннє вийшов на зв'язок і більше повідомлень від нього не надходило. У грудні 1942 року човен було виключено зі списків кораблів Балтійського флоту.
Як з'ясувалося наприкінці війни, 21 жовтня 1942 року С-7 йшов у надводному положенні для зарядки акумуляторів, коли був виявлений радіорозвідкою і о 19:30 торпедований фінською субмариною «Весікійсі». Четверо, включаючи командира Лісіна, були підняті з води фінами і потрапили в полон, з якого повернулися після виходу Фінляндії з війни у вересні 1944 року. Решта екіпажу (42 особи) загинули внаслідок вибуху торпед і потоплення човна.